# Казанский эмират
Казанский эмират (княжество) — государство, образовавшееся рубеже XIII–XIV веков.

## История
Было образовано на рубеже XIII–XIV веков в результате распада Волжской Булгарии.
Предположительно, княжество было основано булгарской знатью, бежавшей в Приказанье от монголов (сохранилась эпитафия конца XIII века). До 1420-х годов входило в состав Золотой Орды.
Во время «Великой замятни» в 1360-е годы в Золотой Орде у местной знати появилось желание укрепить экономическую и политическую самостоятельность Казанского княжества. Предположительно, появилась местная династия. Постоянные междоусобицы в Золотой Орде усилили давление на Казанское княжество как со стороны золотоордынских ханов, так и со стороны русских князей.
В 1399 году на Болгарское и Казанское княжества совершил поход московский князь Юрий Дмитриевич. В первой половине XV века в Казани чеканились монеты с именем ханов Золотой Орды. В 1422 году власть в Казанском княжестве захватил и удерживал вплоть до конца 1430-х годов (по другим данным, до 1444–1445 гг.) Гиясаддин. Возможно, после победы над Василием II в битве под Белёвом в 1437 году Улуг-Мухаммад вторгся в Поволжье и завоевал Казанское княжество, сверг Гиясаддина и стал первым ханом Казанского ханства.

## Население
Основное население было тюркоязычным. Оно сложилось на булгаро-кипчакской основе, называло себя мусульманами и казанскими татарами. Занималось преимущественно земледелием и скотоводством. Были развиты оружейное, гончарное, железоделательное, ювелирное, кожевенное и другие производства (в Казани, Иске-Казани, Чаллах и других городах). Торговало со странами Балтии и русскими княжествами.
Основной религией был ислам.
Верховный правитель — эмир, получавший ярлык на правление от золотоордынских ханов (его власть была ограничена).